# Vacanze sulla neve (film 1986)
Vacanze sulla neve (Feuer und Eis) è un film tedesco del 1986 diretto da Willy Bogner. La trama del film è essenzialmente un pretesto per mostrare numerosi spettacoli d'azione sportiva, prevalentemente di freestyle, eseguiti da professionisti. Per questo lavoro, Bogner vinse il Premio Speciale al Bayerischer Filmpreis. Il film ebbe un sequel nel 1990, che ne richiamava parzialmente il titolo: Fuoco, neve e dinamite (Feuer, Eis und Dynamit).

## Trama
Mentre si trova in vacanza nella località sciistica di Aspen, John conosce e si innamora perdutamente della bella sciatrice Suzy. Dopo un turbolento inseguimento attraverso sulla neve, i due si scambiano un bacio e da quel momento John insegue Suzy nei suoi viaggi in giro per gli Stati Uniti. La ricerca della ragazza lo porterà a sperimentare numerose imprese sportive: discese in pista, sci acrobatico, voli in deltaplano, windsurf e perfino una danza spettacolare tra fuoco e ghiaccio.